# Wolfgang Ernst (Medienwissenschaftler)

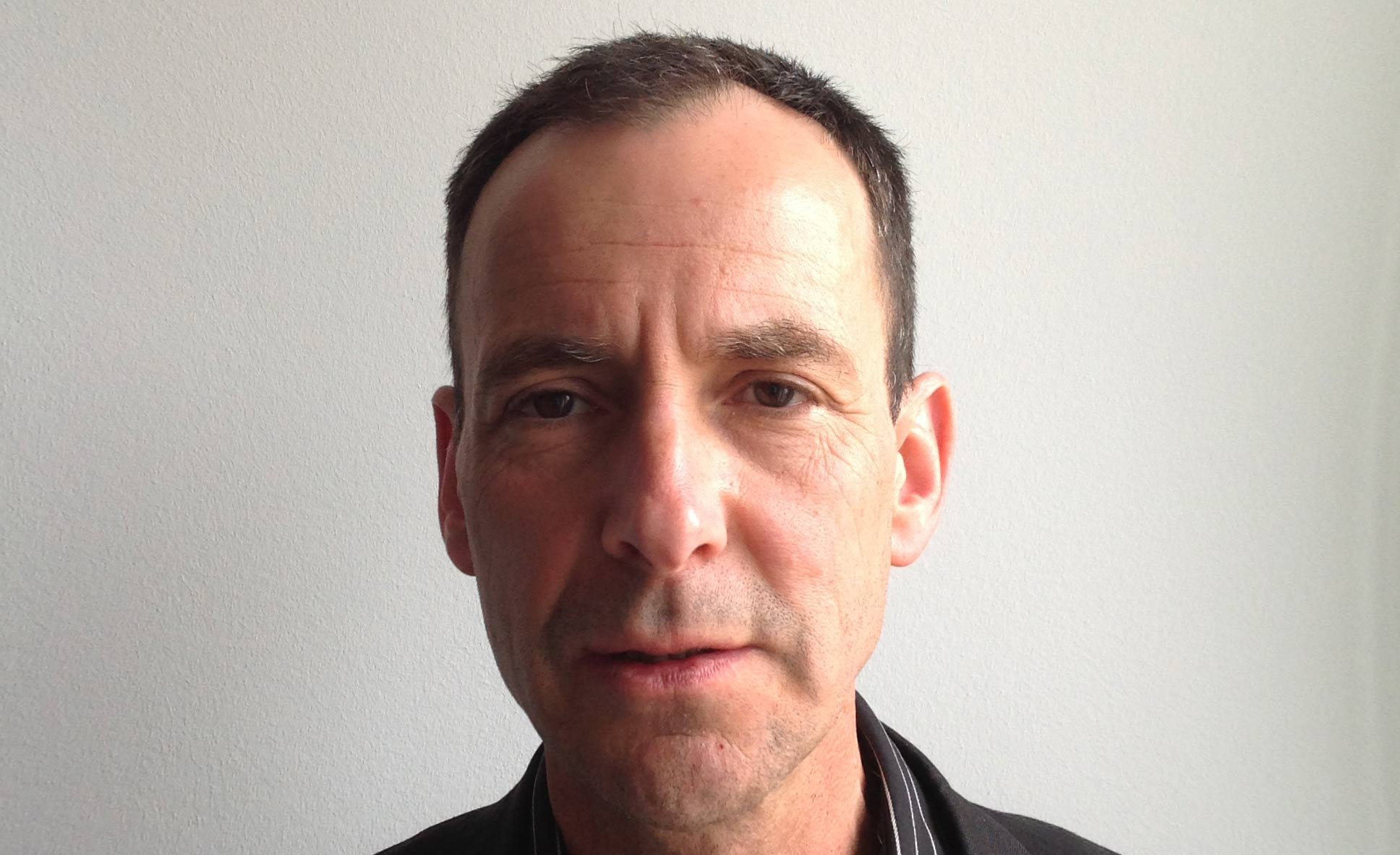
Wolfgang Ernst, 2013

Wolfgang Ernst (* 1959) ist ein deutscher Kultur- und Medienwissenschaftler. Er ist Professor für Medientheorien am Fachgebiet Medienwissenschaft der Humboldt-Universität.

## Leben
Ernst studierte Geschichte, Archäologie und Latein an den Universitäten Köln, London und Bochum. Er promovierte zur Geschichtsästhetik von Antikensammlungen und war als Referent bei der Studienstiftung des deutschen Volkes tätig. Als Gastdozent lehrte Wolfgang Ernst in Leipzig und in Kassel. Er verbrachte ein Forschungsjahr am Deutschen Historischen Institut in Rom und arbeitete in der Forschungsgruppe Kultursemiotik am Forschungsschwerpunkt Literaturwissenschaft in Berlin mit. Von 1995 bis 1999 war er wissenschaftlicher Mitarbeiter für Theorie und Archäologie der Medien im Kunstkontext an der Kunsthochschule für Medien in Köln. Zwischen 1997 und 2003 vertrat er mehrere Professuren an der Bauhaus-Universität Weimar, der Ruhr-Universität Bochum, der Universität Paderborn und der Humboldt-Universität zu Berlin. Wolfgang Ernst arbeitete mit dem bootlab Berlin zusammen und nahm an dem Projekt Medientheater von Till Nikolaus von Heiseler teil, in dem es um experimentelle Theorieformate geht.
2001 habilitierte er sich an der Humboldt-Universität zu Berlin über deutsche Gedächtnisorganisationen im 19. und 20. Jahrhundert und ist dort seit April 2003 Professor für deutsche Medientheorie am Lehrstuhl für Medienwissenschaft. Von 2015 bis 2017 war Wolfgang Ernst geschäftsführender Direktor des Instituts für Musik- und Medienwissenschaft an der Humboldt-Universität zu Berlin.
Wolfgang Ernst beschäftigt sich mit „Medienarchäologie“ und „Medienzeit“. Dazu gehören Überlegungen über die Echtzeit bei Datenübertragungen sowie Maschinenprozesse beim Speichern in Archiven und dem „Sonischen“. In seinem Institut unterhält Ernst einen sogenannten „medienarchäologischen Fundus“, eine Sammlung mit historisch einflussreichen Computern und Magnetofonen.

## Schriften
- Das Rumoren der Archive. Ordnung aus Unordnung  (ISBN 3-88396-176-0), Merve, Berlin 2002
- mit Stephan Kellner: Der „Giftschrank“ : Erotik, Sexualwissenschaft, Politik und Literatur - „Remota“ : Die weggesperrten Bücher der Bayerischen Staatsbibliothek : Eine Ausstellung der Bayerischen Staatsbibliothek München, 2. Oktober - 17. Dezember 2002. Ausstellungskatalog Bayerische Staatsbibliothek, München 2002, ISBN 3-9802700-9-2.
- Im Namen von Geschichte. Sammeln – Speichern – (Er-)Zählen (ISBN 3-7705-3832-3, Habilitationsschrift HU Berlin), Wilhelm Fink, München 2003
- Das Gesetz des Gedächtnisses. Medien und Archive am Ende (des 20. Jahrhunderts) (ISBN 3-86599-016-9), Kadmos, Berlin 2007
- Doppelband Gleichursprünglichkeit. Zeitwesen und Zeitgegebenheit technischer Medien (ISBN 3-86599-144-0) und Chronopoetik. Zeitweisen und Zeitgaben technischer Medien (ISBN 3-86599-143-2), Kadmos, Berlin 2013
- Signale aus der Vergangenheit. Eine kleine Geschichtskritik (ISBN 978-3-7705-5477-5), Wilhelm Fink, Berlin 2013
- Im Medium erklingt die Zeit. Technologische Tempor(e)alitäten und das Sonische als ihre privilegierte Erkenntnisform (ISBN 978-3-86599-274-1), Kadmos, Berlin 2015

## Schriften auf Englisch
- Digital Memory and the Archive, (ISBN 978-0-8166-7766-5, edited and with an introduction by Jussi Parikka) University of Minnesota Press, Minneapolis, London 2013
- Stirrings in the Archive. Order from Disorder, (ISBN 978-1-4422-5395-7, translation of Das Rumoren der Archive) Rowman & Littlefield, Lanham, Boulder, New York, London 2015
- Chronopoetics. The Temporal Being and Operativity of technological Media, (ISBN 978-1-7834-8570-3, selection and translation of texts taken from Gleichursprünglichkeit. Zeitwesen und Zeitgegebenheit technischer Medien and Chronopoetik. Zeitweisen und Zeitgaben technischer Medien) Rowman & Littlefield, Lanham, Boulder, New York, London 2016
- Sonic Time Machines. Explicit Sound, Sirenic Voices, and Implicit Sonicity, (ISBN 978-90-8964-949-2) Amsterdam University Press, Amsterdam 2016
- The Delayed Present: Media-Induced Tempor(e)alities & Techno-traumatic Irritations of the Contemporary, (ISBN 978-3-95679-340-0) Sternberg Press, Berlin 2017